# František Adámek (archeolog)
František Adámek (16. října 1907 Obřany – 8. listopadu 1989 Brno) byl český bankovní úředník a archeolog.

## Život
František Adámek od mládí zkoumal s dalšími amatéry Hradisko u Obřan (1924–1946, v závěru z pověření Státního archeologického ústavu). Konal záchranné výzkumy na Brněnsku, mimo jiné participoval na vyzvednutí souboru kování keltské dřevěné konvice v Brně-Maloměřicích v roce 1941. Od konce 30. let spolupracoval s Karlem Absolonem.
Od roku 1947 byl kustodem muzea v Olomouci. Po návratu z dvouletého vězení po politickém procesu (1954–1956) pracoval až do důchodu (1956–1969) jako preparátor v ústavu Anthropos Moravského musea v Brně. Technicky vedl výzkumy např. na Stránské skále nebo v jeskyni Pod hradem. Působil také jako externí konzervátor muzea v Tovačově.
Dlouho se věnoval obraně pravosti Rukopisů. V roce 1972 ukončil publikační činnost i působení ve funkci jednatele Moravského archeologického klubu.